# 科洛梅 (南达科他州)
科洛梅（英語：Colome），是美国南达科他州下属的一座城市。根据2010年美国人口普查，该市有人口293人。论人口在本州排行第154。